# 瓦螨科
瓦螨科（学名：Varroidae）为中气门螨目的一个科。

## 下级分类
本科包括以下属：
- 真瓦螨属 Euvarroa Delfinado & Baker, 1974
- 瓦螨属 Varroa Oudemans, 1904